# 稲場悠介
稲場 悠介（いなば ゆうすけ、2000年4月11日 - ）は、富山県富山市出身の水球選手。ブルボンウォーターポロクラブ柏崎所属。水球男子日本代表。兄の稲場航平、姉の稲場朱里、妹の稲場晴香も水球選手。

## 経歴
2000年（平成12年）に富山県富山市に生まれた。富山市立堀川中学校を卒業し、富山県立富山北部高等学校に入学したが、編入した通信制の第一学院高等学校を卒業している。
2017年（平成29年）にはモンテネグロのVKブドヴァに加入し、2018年（平成30年）にはルーマニアのCSMディジ・オラデアに移籍した。2018年（平成30年）にインドネシア・ジャカルタで開催された2018年アジア競技大会では銀メダルを獲得した。
2018年（平成30年）と2019年（令和元年）のFINA水球ワールドリーグでは2年連続で得点王に輝き、2021年（令和3年）のワールドリーグでは3度目の得点王に輝いた。2021年（令和3年）には日本で開催された東京オリンピックに出場した。
2022年（令和4年）に中国・杭州市で開催された2022年アジア競技大会では金メダルを獲得した。2024年（令和6年）にフランスで開催されたパリオリンピックには日本代表のエースとして出場した。
2025年（令和7年）7月にシンガポールで開催された世界選手権には日本代表の主将として出場した。

## 所属クラブ
- 2017  VKブドヴァ（英語版）
- 2018-  ブルボンウォーターポロクラブ柏崎

2018-2019 → CSMディジ・オラデア
2020 → SCクイント
2021-2022 → パリャノート・トリエステ
2023 → CCオルティージャ